# Plethodon dorsalis
Plethodon dorsalis (tên tiếng Anh: Northern Zigzag Salamander) là một loài kỳ giông trong họ Plethodontidae.
Nó là loài đặc hữu của Bắc Mỹ.
Các môi trường sống tự nhiên của chúng là các khu rừng ôn hòa, vùng nhiều đá, và hang.
Nó bị đe dọa do mất môi trường sống.

## Hình ảnh

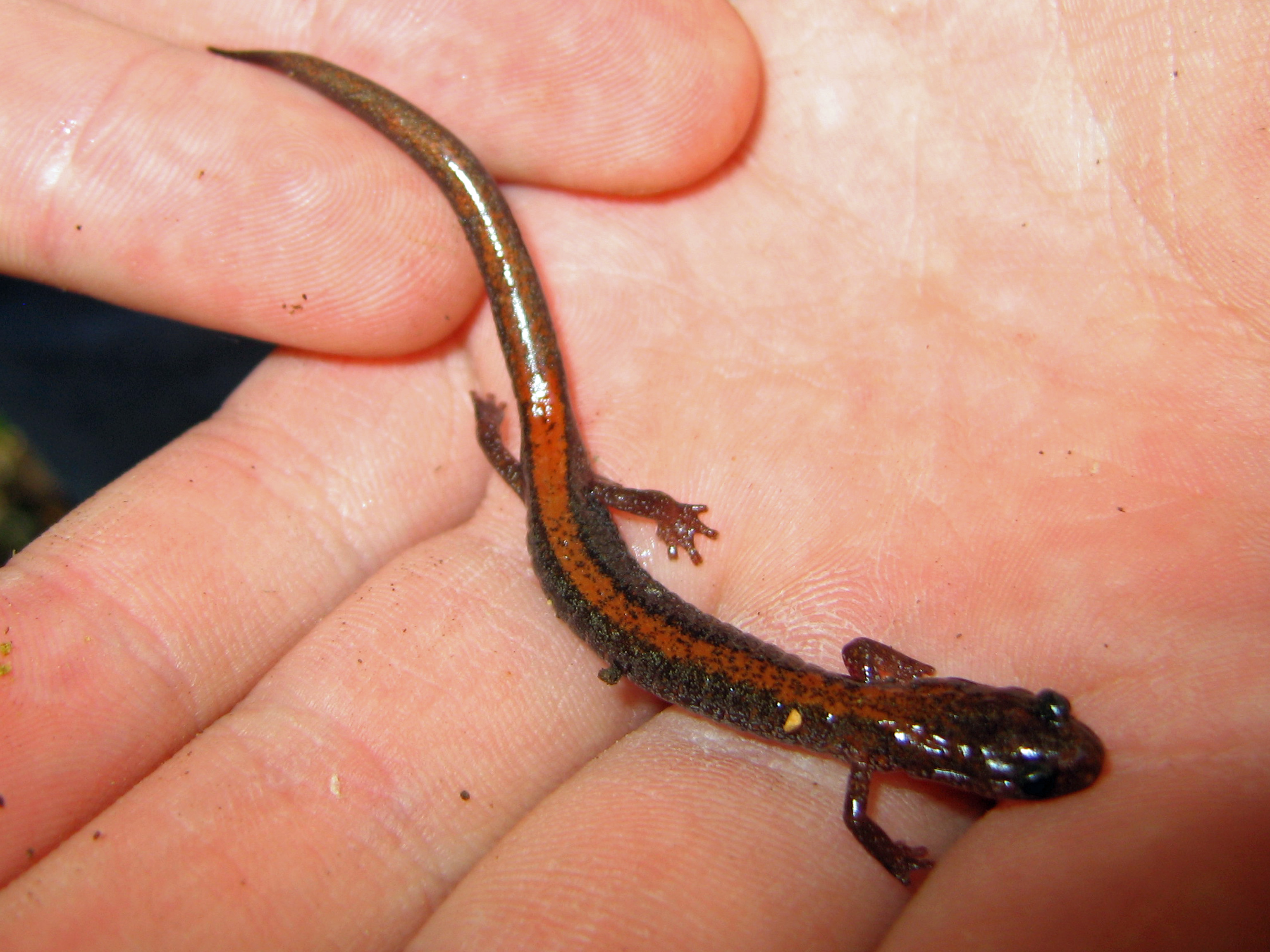